# Väikene Pehmejärv
Väikene Pehmejärv (est. Väikene Pehmejärv) – jezioro w Estonii, w prowincji Võrumaa, w gminie Antsla. Położone jest na północny wschód od wsi Ähijärve. Ma powierzchnię 4,7 ha linię brzegową o długości 945 m, długość 340 m i szerokość 175 m. Sąsiaduje z jeziorami Ähijärv, Ubajärv, Suur Pehmejärv, Kaugjärv. Położone jest na terenie Parku Narodowego Karula.